# بطولة WWA للوزن الثقيل
بطولة مصارعة العالم لكل النجوم (World Wrestling All-Stars (WWA) World Heavyweight Championship) كانت بطولة عالمية لمصارعة الوزن الثقيل للمحترفين. كانت البطولة الأولية في WWA. تمت المصادقة على اللقب من قبل WWA باعتباره بطولة العالم وجرت في عدة بلدان. تم توحيدها مع بطولة NWA World Heavyweight Championship في 25 مايو 2003.

## التاريخ
بدأت بطولة WWA World Heavyweight Championship في عام 2001 وفاز بها رود دوج لأول مرة في 23 أكتوبر 2001 بفوزه على جيف جاريت في أستراليا. وبعد فترة وجيزة، تم تغيير العنوان لأول عرض دفع مقابل المشاهدة، وكانت البداية في 26 أكتوبر 2001. حرث جرى التنافس على اللقب في بطولة فاز بها جيف جاريت. جرى التنافس على اللقب في WWA بعنوانها الأساسي حتى 25 مايو 2003، حيث جرى توحيد العنوان مع بطولة National Wrestling Alliance World Heavyweight Championship في أوكلاند، نيوزيلندا بواسطة جيف جاريت، بطل NWA World Heavyweight Champion، الذي هزم ستينغ، بطل WWA العالمية للوزن الثقيل.

## تاريخ اللقب
| رقم | بطل               | تغيير البطولة   | تغيير البطولة       | تغيير البطولة | إحصاءات عهد | إحصاءات عهد | ملاحظات                                                                                                | المرجع |
| رقم | بطل               | تاريخ           | الحدث               | موقع          | فترة        | أيام        | ملاحظات                                                                                                | المرجع |
| --- | ----------------- | --------------- | ------------------- | ------------- | ----------- | ----------- | --- | ------ |
| 1   | براين جيرارد جيمس | 23 أكتوبر 2001  | عرض المنزل (مصارعة) | برث           | 1           | 3           | هزم جيف جاريت ليصبح البطل الافتتاحي.                                                                   |        |
| -   | vacated           | أكتوبر 26, 2001 | Inception           | سيدني         | -           | -           | جرى إخلاء العنوان من قبل المفوض بريت هارت ليتم إتاحته لدورة الخطايا السبع المميتة.                     |        |
| 2   | جيف جاريت         | أكتوبر 26, 2001 | Inception           | سيدني         | 1           | 163         | |        |
| 3   | ناثان جونز        | أبريل 7, 2002   | عرض المنزل (مصارعة) | سيدني         | 1           | 6           | كان هذا جولة رباعية تضمنت أيضا برايان كريستوفر وسكوت ستاينر.                                           | [ 6 ]  |
| 4   | سكوت ستاينر       | أبريل 13, 2002  | Eruption            | ملبورن        | 1           | 190         | كان سايكو سيد هو الحكم.                                                                                | [ 7 ]  |
|     | vacated           | أكتوبر 20, 2002 |                     |               |             |             | تم تجريد شتاينر من اللقب بعد التوقيع مع دبليو دبليو إي.                                                | [ 1 ]  |
| 5   | ليكس لوغر         | ديسمبر 6, 2002  | Retribution         | غلاسكو        | 1           | 7           | هزم ستينغ ليفوز باللقب الشاغر                                                                          | [ 8 ]  |
| 6   | ستينغ             | ديسمبر 13, 2002 | عرض المنزل (مصارعة) | زيورخ         | 1           | 163         | كان هذا مباراة رباعية تتضمن أيضا Malice.                                                               | [ 9 ]  |
| 7   | جيف جاريت         | Reckoning       | أوكلاند             | مايو 25, 2003 | 2           | <1          | كان هذا مبارة لتوحيد اللقب دافع فيها جاريت على لقبه.                                                   | [ 5 ]  |
| -   | موحدة             | مايو 25, 2003   | Reckoning           | أوكلاند       |             |             | بطولة WWA للوزن الثقيل جرى توحيدها مع بطولة الوزن الثقيل العالمي إن دبليو إيهوانتهت WWA بعد هذا الحدث. | [ 5 ]  |

## قائمة العهود مجتمعة
| رتبة | مصارع              | عدد العهود | أيام مجمعة |
| ---- | ------------------ | ---------- | ---------- |
| 1    | سكوت ستاينر        | 1          | 171-201    |
| 2    | جيف جاريت          | 2          | 163        |
| 2    | ستينغ (مصارع)      | 1          | 163        |
| 4    | ليكس لوغر          | 1          | 7          |
| 4    | براين جيرارد جيمس  | 1          | 7          |
| 6    | ناثان جونز (مصارع) | 1          | 6          |